# Référendum italien de 2025
 (signalé en juin 2025).
Si vous disposez d'ouvrages ou d'articles de référence ou si vous connaissez des sites web de qualité traitant du thème abordé ici, merci de compléter l'article en donnant les références utiles à sa vérifiabilité et en les liant à la section « Notes et références ».
- Archive Wikiwix
- Bing
- Cairn
- DuckDuckGo
- E. Universalis
- Gallica
- Google
- G. Books
- G. News
- G. Scholar
- Persée
- Qwant
- (zh) Baidu
- (ru) Yandex
- (wd) trouver des œuvres sur Wikidata

 (août 2025).
Les référendums italiens de 2025 se tiennent le dimanche 8 (de 7 h à 23 h) et le lundi 9 juin (de 7 h à 15 h), en même temps que le premier tour des élections locales en Sardaigne et le second tour des élections locales dans les régions à statut ordinaire et en Sicile. Les référendums visent à abroger certaines réglementations du travail (dont deux ont été initialement introduites par le Jobs Act en 2016) et une modification de la loi sur l'acquisition de la citoyenneté italienne pour les résidents étrangers.
Les questions référendaires sur le travail ont été promues par le Confédération générale italienne du travail (CGIL) avec une collecte publique de signatures, qui a recueilli plus de quatre millions de signatures. La question référendaire sur la  Réduction de moitié du temps de résidence (de 10 à 5 ans) nécessaire pour demander la nationalité italienne, a été promue par +Europa, Possibile, Parti socialiste italien, Radicaux italiens et Parti de la refondation communiste et de nombreuses associations de la société civile, qui ont recueilli plus de 637 000 signatures. Ces cinq questions ont été déclarées recevables par la Cour constitutionnelle le 20 janvier 2025, tandis que la demande de référendum visant à abroger la loi Calderoli sur l'autonomie différenciée a été déclarée irrecevable.
Pour la première fois, les électeurs qui ont quitté leur lieu de résidence pendant au moins trois mois pour des raisons d'études, de travail ou de traitement ont pu demander à voter dans un bureau de vote autre que celui de leur commune de résidence. Les référendums d'abrogation sont approuvés si le taux de participation enregistré est supérieur à 50 % plus un des électeurs et si la majorité des électeurs votent en faveur de l'abrogation.